# 黑口尖牙鱸
黑口尖牙鱸為輻鰭魚綱鱸形目鱸亞目發光鯛科的一種，為深海魚類，分布於東大西洋幾內亞至奈及利亞、西大西洋加拿大至加勒比海、巴西南大河州海域，深度60-910公尺，體長可達23公分，棲息大陸棚及大陸坡水域，生活習性不明。

## 擴展閱讀
維基物種上的相關：黑口尖牙鱸